# Peperomia coulteri
Peperomia coulteri är en pepparväxtart som beskrevs av C. Dc.. Peperomia coulteri ingår i släktet peperomior, och familjen pepparväxter. Inga underarter finns listade i Catalogue of Life.